# Lano da Siena
Arcolano da Squarcia di Riccolfo Maconi, detto Lano da Siena (... – Pieve al Toppo, 26 giugno 1288), è un personaggio che si incontra nel XIII canto dell'Inferno di Dante Alighieri, nella selva dei suicidi e degli scialacquatori.

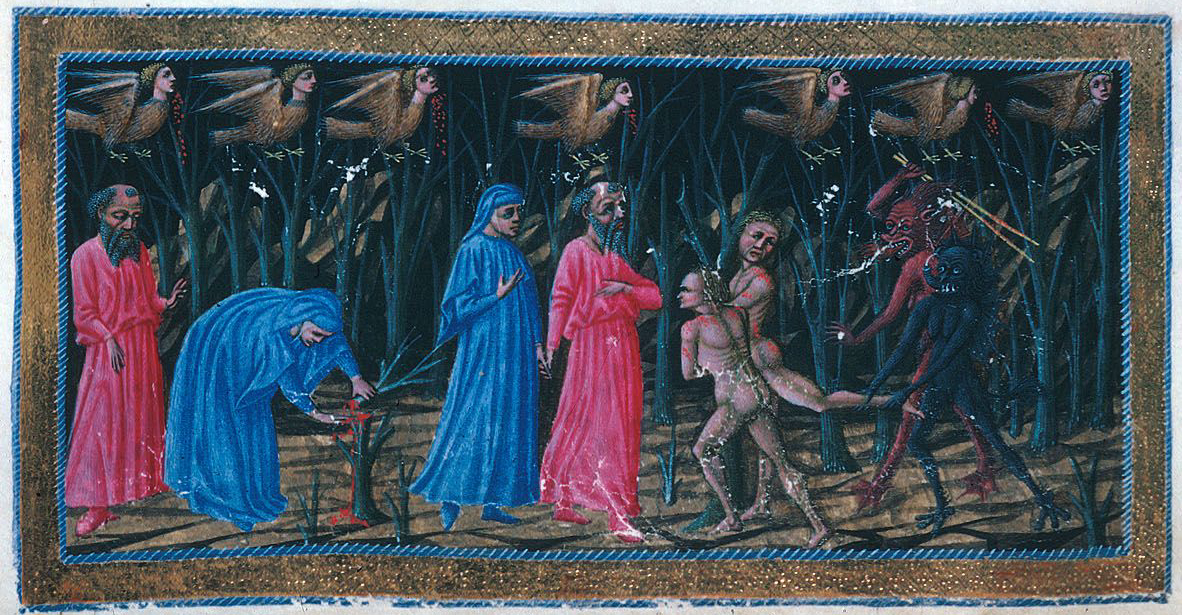
Dante e Virgilio incontrano prima Pier della Vigna e poi Lano da Siena e Jacopo da Sant'Andrea inseguiti dalla cagne (XIII Canto dell'Inferno)

Si tratta probabilmente di Arcolano da Squarcia, o Ercolano Macone, personaggio in vista nella città e noto scialacquatore. Morì nelle Giostre del Toppo nel 1288, battaglia nella quale i senesi furono sconfitti dagli aretini, come ricorda Dante:
(Inferno XIII, vv. 118-121)
Anche una cronaca fiorentina del XIII secolo, erroneamente attribuita a Brunetto Latini, lo ricorda tra i caduti della battaglia di Pieve al Toppo, nella quale secondo il Boccaccio avrebbe cercato la morte volontariamente in quanto ridotto in miseria dopo aver sperperato tutte le sue sostanze.